# Minoa (Schiff)

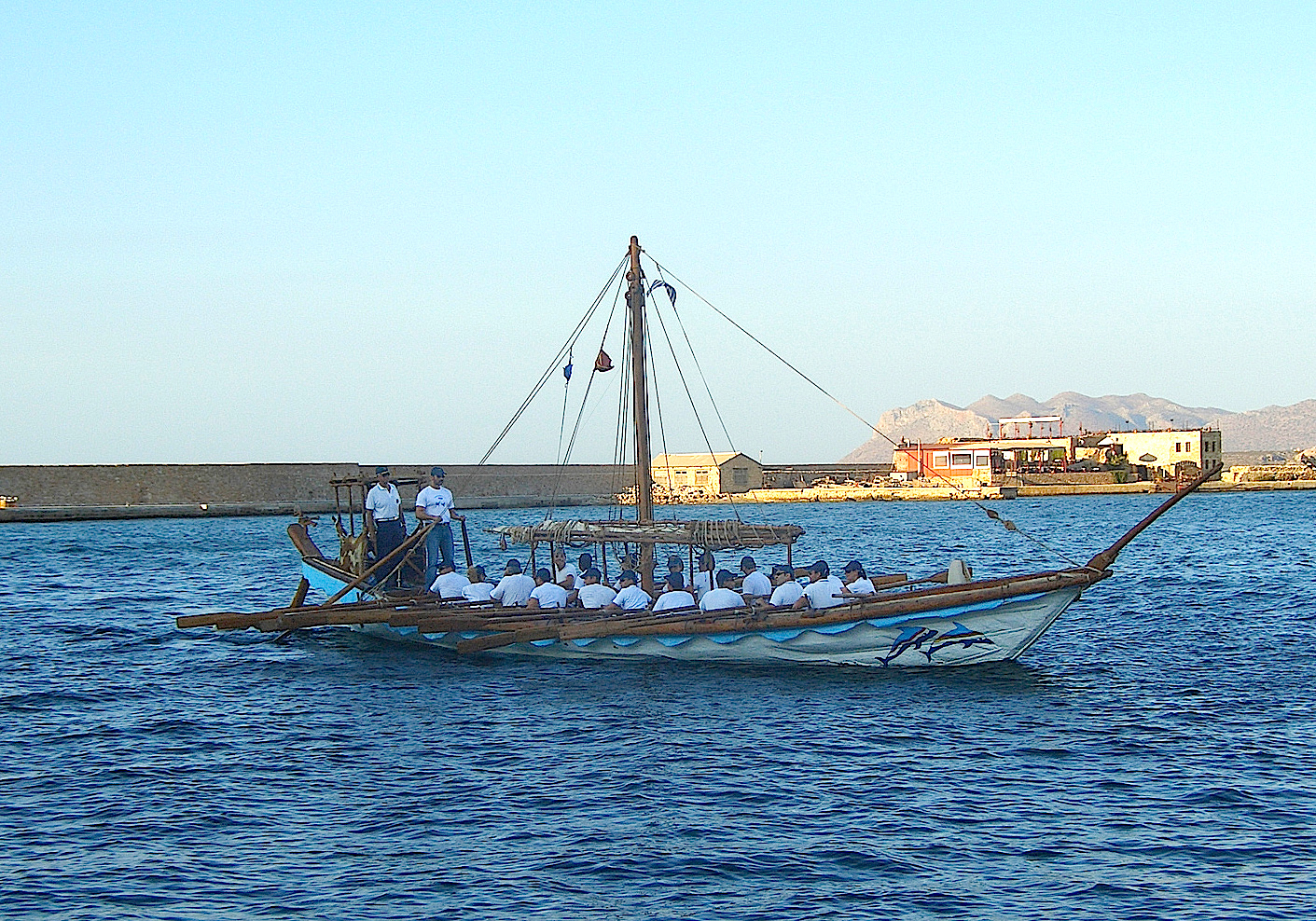
Die Minoa im Hafen von Chania

Minoa (altgriechisch Μινώα (f. sg.)) heißt die seetüchtige Nachbildung eines minoischen Ruderschiffs aus dem 15. Jahrhundert v. Chr., die von 2001 bis 2004 unter Federführung des Forschungsteams Naudomo und des Nautischen Museums in Chania auf Kreta gebaut wurde. Beim Bau wurden Techniken und Materialien verwendet, die in der Bronzezeit zur Verfügung standen. 2004 fuhr die Minoa anlässlich der Olympischen Spiele in Athen nach Piräus und wurde dort in einer Ausstellung rekonstruierter antiker Schiffe gezeigt.

## Die Rekonstruktion
Ziele waren die realistische Rekonstruktion eines Ruderschiffs aus dem 15. Jahrhundert v. Chr. und die Dokumentation des Prozesses. Da es keine Funde von Schiffswracks aus dieser Zeit gab, wurde auf der Grundlage archäologischer Forschung ein Ansatz gewählt, der Abbildungen, Kenntnisse über die damals vorhandenen Rohstoffe, Materialien sowie Technologien und Grundregeln des Schiffbaus einbezog. Das Schiff sollte 17 Meter lang und 4 Meter breit werden, ein Ruderschiff aus Zypressenstämmen, die mit Seilen verbunden waren, und mit einem einfachen rechteckigen Hilfssegel.

### Vorstudien
Zunächst erstellte man eine dreidimensionale digitale Version, aus der sich Schlüsse für den Bauprozess ziehen ließen. Anschließend wurde ein Modell im Maßstab 1:5 aus fünf Meter langen Zypressenstämmen gebaut, um den gesamten Bauprozess zu simulieren.
Die Ergebnisse dieser Vorstudien wurden auf einem wissenschaftlichen Kongress vorgestellt.
Ende 2002 begann die Fertigung in den venezianischen Werftanlagen im östlichen Teil des Hafens von Chania. Neben dem Institut Naudomo und dem Nautischen Museum von Chania beteiligten sich erfahrene Zimmerleute aus Chania am Bau.

### Konstruktion
Der Kiel besteht aus einem 22 Meter langen Zypressenstamm, dessen beide Enden durch Seilzug und Hitzeeinwirkung hochgebogen wurden. Zu beiden Seiten des Kiels wurden der Länge nach halbierte Baumstämme ausgelegt, die durchbohrt und mit Seilen zusammengezurrt, eine Art Floß bildeten. Mit Flaschenzügen zog man sie zu einer halbzylindrischen Form hoch und verschnürte sie.
Für die Abdichtung stellte man eine Mixtur aus Rinderfett und Harz her, deren Mischungsverhältnis experimentell herausgefunden wurde. In traditioneller Abdichtungsmethode mittels Kalfatern wurden die Lücken zwischen den ungeschliffenen Stämmen mit Seilen ausgestopft, die mit der Mixtur getränkt waren. Anschließend versiegelte man den gesamten Schiffsrumpf mit derselben Mixtur und brachte darüber ein weißes, mit derselben Mixtur imprägniertes Gewebe auf, das später noch mit Zeichnungen im minoischen Stil verziert wurde.
Das Dollbord, der Längsverband, besteht aus zwei geschliffenen Zypressenstämmen und hat die Form eines „A“, dessen Spitze den Bug bildet. Die beiden Enden des „A“ ragen über das Heck hinaus und wurden schrittweise zusammengezogen.
Anschließend brachte man Sitzbänke für elf Ruderpaare an, die Gangway und eine Brücke in der Mitte des Schiffes, in der auch das Segel untergebracht wird, wenn das Schiff nicht auf See ist. Am Heck wurde eine offene Kabine errichtet und in der Mitte des Schiffes der Segelmast.

## DieMinoaauf See
Der Stapellauf fand am 1. Dezember 2003 im Beisein des griechischen Präsidenten statt. Vom 29. Mai bis zum 24. Juni fuhr die Minoa von Chania über Andikythira, Kythira, Monemvasia, Kyparissi, Spetses, Ydra, Poros, Methana und Ägina nach Piräus. Sie legte dabei in 10 Tagesfahrten 210 Seemeilen zurück. Die durchschnittliche Geschwindigkeit war mit Rudern und Segel 3,2 Knoten, mit Rudern allein 2,3 Knoten. 90 % der Strecke legte sie allein durch Ruderantrieb zurück.
Die Minoa brachte Olivenzweige nach Piräus mit zur Ehrung der Gewinner des Marathon-Laufs bei den Olympischen Spielen. Das Schiff gehörte zusammen mit der Eleftheria, einem Nachbau des Kyrenia-Schiffs, zur Eskorte der athenischen Triere Olympias, die die olympische Flamme nach Piräus brachte. Die drei Schiffe konnten anschließend während der Olympischen Spiele im Hafen von Piräus besichtigt werden.

## Ausstellung

Die Minoa am Hafen von Chania

Die Minoa und eine Dokumentation des Konstruktionsprozesses sind in der Sabbionara Bastion am Hafen von Chania als Dauerausstellung zu sehen. Das Schiff wird seetüchtig gehalten, damit es an geeigneten Veranstaltungen teilnehmen kann, wobei es auf kurze Distanzen in der Lage sein soll, den Weg selbst zur See zurückzulegen.